# Maurice Ketten
Maurice Ketten (geboren als Prosper Fiorini) (Firenze, 2 maart 1875 - 1965) was een Italiaans-Amerikaans cartoonist. Hij studeerde aan de École des Beaux Arts in Parijs en ging later naar de Verenigde Staten. Daar tekende hij vanaf 1907 tot 1931 cartoons en humoristische stop-comics voor de New York World, de krant van Joseph Pulitzer, die hij ondertekende met "Maurice Ketten". Die bleken populair en later werden ze verdeeld door The Press Publishing Co. en gepubliceerd in andere kranten in de Verenigde Staten en daarbuiten. Zijn langstlopende reeks was getiteld Can You Beat It? Andere reeksen van zijn hand waren The "Hurry Up" New Yorker, The Day of Rest, Such is Life!, The Latest, Why Not?, The Plain Truth! en Poor Little Income. 
Ketten leverde in zijn cartoons humoristische commentaar op het dagelijkse Amerikaanse en meer bepaald New Yorkse leven. Zijn stijl valt te vergelijken met die van zijn tijdgenoot Rube Goldberg. Al Capp (de geestelijke vader van Li'l Abner) rekende deze cartoonisten tot zijn "idealen".
In Nederland publiceerde de Telegraaf in 1931-1932 M'n vrouw en ik, een comic met vier plaatjes en met de dialoog onder de plaatjes.
Ketten illustreerde ook de boeken Discoveries in every-day Europe: Vagrant notes of a rapid journey (1907) en Elba and elsewhere (1910) van Don Carlos Seitz, een directeur bij de New York World.